# Distretto di Mary
Il distretto di Mary è un distretto del Turkmenistan situato nella omonima provincia. Ha per capoluogo la città di Mary.